# George Hearn
George Hearn (ur. 18 czerwca 1934 w St. Louis) – amerykański aktor i piosenkarz, występujący głównie na Broadwayu i w produkcjach off-Broadwayowskich.

## Filmografia
- The Silence (TV, 1975) jako kpt. Nichols
- Sea Marks (TV, 1976) jako Colm Primrose
- Sanctuary of Fear (TV, 1979) jako Monsignor Kerrigan
- A Piano for Mrs. Cimino (TV, 1982) jako George Cimino
- Sweeney Todd, the Demon Barber of Fleet Street (1982)
- Do zobaczenia rano (See You in the Morning, 1989) jako Martin
- Fire in the Dark (TV, 1991) jako Arthur
- Fałszywe aresztowanie (False Arrest, TV, 1991) jako
- Sneakers (1992) jako Gregor Ivanovich
- Zaginiona bez śladu (The Vanishing, 1993) jako Arthur Bernard
- Władca ksiąg (The Pagemaster, 1994) jako kpt. Ahab
- Królewska Przygoda Annie (Annie: A Royal Adventure!, 1995) jako Oliver „Tatuś” Warbucks
- Wszystkie psy idą do nieba 2 (All Dogs Go to Heaven 2, 1996) jako Czerwony (głos)
- Zdrada (The Devil’s Own, 1997) jako Peter Fitzsimmons
- Barney’s Great Adventure (1998)
- Rodzina Sary: Anons (Sarah Plain and Tall: Winter’s End, TV, 1999) jako dr Hartley
- Sweeney Todd in Concert (TV, 2001) jako Sweeney Todd
- Sztandar chwały (Flags of Our Fathers, 2006) jako starszy Walter Gust